# Sofie Regenscheit
Sofie Regenscheit (* 18. Mai 1893 in Winterspüren; † 5. September 1969 in Singen) war eine deutsche Politikerin und Abgeordnete der SPD im Badischen Landtag von 1919 bis 1921.

## Leben und Wirken
Sofie Regenscheit wurde als Tochter eines Landwirts in Winterspüren bei Stockach geboren. Nach ihrer Heirat mit dem Schlosser Karl Gustav Regenscheit zog sie nach Singen, wo sie bis 1934 und ab 1943 als Arbeiterin tätig war.
Sofie Regenscheit war seit 1913 Mitglied der SPD, außerdem war sie im Fabrikarbeiterverband und engagierte sich in der Frauenbewegung. Von 1919 bis 1921 war sie Abgeordnete des Badischen Landtags. Während der NS-Zeit wurde sie von der Gestapo vermutlich aufgrund ihrer Parteizugehörigkeit zur SPD überprüft, war zu der Zeit aber nicht mehr politisch aktiv.